# European Journal of Vascular and Endovascular Surgery
Das European Journal of Vascular and Endovascular Surgery, abgekürzt Eur. J. Vasc. Endovasc. Surg., ist eine wissenschaftliche Fachzeitschrift, die vom Saunders-Verlag veröffentlicht wird. Die Zeitschrift ist das offizielle Publikationsorgan der European Society for Vascular Surgery und wurde 1987 unter dem Namen European Journal of Vascular Surgery gegründet. Der Name wurde 1995 erweitert und derzeit erscheint sie mit zwölf Ausgaben im Jahr. Es werden Arbeiten veröffentlicht, die sich mit gefäßchirurgischen Themen beschäftigen.
Der Impact Factor lag im Jahr 2014 bei 2,490. Nach der Statistik des ISI Web of Knowledge wird das Journal mit diesem Impact Factor in der Kategorie Chirurgie an 52. Stelle von 198 Zeitschriften und in der Kategorie Periphere Gefäßerkrankungen an 33. Stelle von 60 Zeitschriften geführt.